# Acanalonia virescens
Acanalonia virescens är en insektsart som först beskrevs av Stsl 1864.  Acanalonia virescens ingår i släktet Acanalonia och familjen Acanaloniidae. Inga underarter finns listade i Catalogue of Life.